# Escena hardcore de Washington D. C.
El fenómeno del hardcore (también conocido como DC hardcore o harDCore) surgió en Washington D. C. y se propagó, posteriormente, a ciudades como Nueva York o Nueva Jersey, entre otras, durante los años 1980.

## Corrientes
A finales de los años 1970 y comienzos de los 80, surgen en Washington D. C. una serie de grupos que hacían una música más dura y pesada que el punk, con una carga social en sus letras mucho más patente.
Se distinguen, principalmente, dos corrientes en la escena hardcore de la capital estadounidense. La primera de ellas, la más importante, surge de la mano de bandas como Bad Brains, Teen Idles, Minor Threat, S.O.A., VOID, The Faith, Youth Brigade, Government Issue, Untouchables, Red C, Marginal Man, Scream, Black Market Baby y United Mutation surgieron a comienzos de la década de los 80.
La segunda oleada surge a mediados de los 80 y finales y se la conoce como Revolution Summer. Durante el verano de 1985, la escena hardcore esta completamente asentada. Minor Threat, grupo bandera de la oleada principal del hardcore se desintegra y Dischord Records, el sello discográfico de Ian MacKaye, esta en pleno auge. Durante este momento nacen con grupos como Beefeater, Gray Matter, Embrace, Rites of Spring, Three, Ignition, Rain, Dag Nasty, One Last Wish y Fugazi, aunque estos últimos no formen parte técnicamente del sonido hardcore, si fueron muy influenciados a la hora de abanderar el post-hardcore, relevo natural del hardcore surgido en la costa este estadounidense. Además, Fugazi, es uno de los grupos más importantes del panorama alternativo de la década de los 80.

## Dischord Records
En 1980, con los inicios del movimiento hardcore en Washington, Ian MacKaye, Jeff Nelson y Nathan Strejcek fundan el sello discográfico independiente Dischord Records. Originariamente, esta casa discográfica nació con el propósito de autolanzar los álbumes de Minor Threat, banda de Mackaye y Nelson. Pero al poco tiempo de su fundación, esta mítica banda se desintegra y Dischord se dedica, íntegramente, a trabajar y propulsar el hardcore de la escena capitalina.

## La escena hoy
La escena hardcore en Washington D. C. aún continúa hoy en día. No con la misma intensidad y fertilidad que en los años 80, pero sí que cuenta con un amplio catálogo de bandas como Better Than A Thousand, Clutch, For the Living, Striking Distance, No Justice, Desperate Measures, Barfight, Worn Thin, Brace, and The Suspects.
Más recientes son bandas como Moment of Youth, Lion of Judah, Set To Explode, Time To Escape, Bail Out!, VPR, Porch Mob, The Scare, The Commie Pinkos, In My Way, Good Clean Fun y Mentality.